# Macellidiopygus
Macellidiopygus is een kevergeslacht uit de familie van de boktorren (Cerambycidae). De wetenschappelijke naam van het geslacht werd voor het eerst geldig gepubliceerd in 1913 door Gounelle.

## Soorten
Macellidiopygus is monotypisch en omvat slechts de volgende soort:
- Macellidiopygus debilis Gounelle, 1913